# EMF (grupo)
EMF es una banda británica, formada en 1989, en el condado de Gloucestershire. Su estilo musical son el rock alternativo, techno, house y dance alternativo. El nombre "EMF" se cree que es una abreviatura de "Epsom Mad Funkers", un nombre tomado de un club de fans de la banda New Order.
En 1990, firmaron contrato con EMI. Ese mismo año, llegaron a los primeros puestos en los listas británicas y fueron número uno en los Estados Unidos (Billboard Hot 100), con su álbum debut Schubert Dip, con los éxitos "Unbelievable" (su más grande éxito hasta el momento), como también "Lies" y "I Believe". Se separaron en 1995, con su último hit "Cha Cha Cha". Volvieron en el 2001, con recopilaciones Epson Mad Funkers: The Best of EMF; pero se disolvieron nuevamente al año siguiente. En 2012, la banda confirmó su cuarto reencuentro.

## Historia

### Inicios
Originalmente viajaron con el DJ Milf EMF, que ahora tiene su propia banda llamada Stateside Hombres y lanzado música bajo el nombre de Jose Sánchez. Todos los miembros eran relativamente bien conocidos en la escena musical local antes de formar EMF en Cinderford, en octubre de 1989. Brownson había formado una banda llamada Flowerdrum con su hermano Leigh, pero se fue para unirse a Foley, Decloedt y Atkin y formar EMF. Dench fue el último en unirse, y ya había probado un éxito moderado como miembro de Apple Mosaic.
Su música mezcla elementos del techno con rock - EMF regularmente utiliza samplers y secuenciadores. A menudo se ha argumentado que su música fue influenciada por Jesus Jones. De hecho, las dos bandas formaron una estrecha relación. Su música también ha sido relacionada como parte de la danza Madchester e indie. Viajaron a Reino Unido en 1990 con Stereo MCs, que en ese momento eran relativamente desconocido.

### Debut y consagración
En 1990, su debut "Unbelievable" encabeza las listas en muchos países alrededor del mundo, alcanzando el número uno en los Estados Unidos en julio de 1991. El sencillo contó con muestras de elocuciones del comediante Andrew Dice Clay. En 1991, EMF lanzó su álbum debut Schubert Dip que alcanzó el número 3 en el Reino Unido. Su debut contó con otros sencillos exitosos como "I Believe", "Children", y "Lies". El último se volvió polémico por incluir una muestra de voz de Mark Chapman, asesino de Lennon. Yoko Ono logra una orden judicial, y una versión modificada fue incluida en futuras ediciones.  "I Believe" y "Children" se impusieron en las discotecas limeñas y las radios peruanas, fueron un gran éxito en aquel país.
En 1992, EMF regresó con Unexplained EP (incluyendo una versión de "Search and Destroy") y más tarde Stigma, su segundo álbum. A estos dos lanzamientos les fue mal en las listas de éxitos. Los sencillos fueron "Getting Through", "They're Here", y "It's You". También en 1992, EMF apareció en el álbum recopilatorio de la organización Red Hot Organization,  Red Hot + Dance, aportando una pista original, "Unbelievable (The Hovering Feet Mix)". El álbum intentó aumentar la conciencia y el dinero en apoyo de la epidemia del SIDA, y todas las ganancias fueron donadas a instituciones de caridad contra el SIDA.
Hasta su disco de 1995, Cha Cha Cha, EMF efectivamente desapareció de vista. Este álbum contó con los sencillos "Perfect Day" y "Bleeding You Dry". En 1995, EMF se asoció con Vic Reeves y Bob Mortimer y grabó  "I'm a Believer", un cover de The Monkees. Este sencillo alcanzó el número 3 en el UK Singles Chart. La banda lanzó entonces el sencillo Afro King que no pudo alcanzar el éxito. Después de esto, la banda se divide por primera vez. Sin embargo, todos los miembros de la banda continuaron tocando música.

### Reuniones
En 2001, EMF dio un concierto de reunión en Londres. También lanzaron el álbum recopilatorio Epsom Mad Funkers: The Best of EMF. El bajista de la banda, Zac Foley, falleció el 3 de enero de 2002 a la edad de 31, debido a una sobredosis de drogas sin prescripción médica. EMF toco sólo en cuatro conciertos más a finales de 2002, antes de volverse a separar.
En 2005, Kraft Foods utiliza "Unbelievable" en su campaña de publicidad para Kraft Crumbles. El coro de la canción original, "You're unbelievable", fue sustituido por la demanda del producto: "It's crumbelievable". El anuncio más tarde fue parodiado por Stephen Colbert en su programa The Colbert Report.
En 2007, la banda anunció que se volverían a formar para tocar una sola vez en el club Scala de Cross Kings, Londres, el 18 de diciembre. El lugar de Foley fue tomado por Richard March, antiguo miembro de Pop Will Eat Itself y Bentley Rhythm Ace. Ese mismo año, Hallmark Cards utiliza "Unbelievable" en sus tarjetas musicales para la campaña publicitaria del día de las madres. 
En 2008, EMF toco en el Festival Portsmouth el 9 de octubre, como banda soporte de Carter USM en la Birmingham Academy y en Brixton Academy, Londres, en noviembre de ese año. En mayo del año siguiente, 2009, EMF anunció que debido a problemas personales, la banda no estaría haciendo ningún show más en un futuro próximo, acabando así con su segunda reunión.
En enero de 2012, fue confirmado que la banda volvería a juntarse para tocar en el próximo festival de Lakefest en Tewkesbury, junto con las bandas Levellers, Dodgy y The Swing Man, el 18 y 19 de mayo.

## Miembros
- James Atkin (voz, guitarra), nacido James Saul Atkin, 28 de marzo de 1969, Birmingham.
- Ian Dench (guitarra, teclado), nacido el 7 de agosto de 1964, Cheltenham.
- Derry Brownson (teclado y samples), nacido el 10 de noviembre de 1970, Gloucester.
- Mark Decloedt (batería), nacido el 26 de junio de 1969, Gloucester.
- Tim Stephens (guitarra), nacido el 23 de enero de 1980, Bath.
- Stevey Marsh (bajo), nacido el 15 de agosto de 1980, Portsmouth.

### Miembros anteriores
- Zac Foley (bajo), nacido Zachary Sebastian Rex James Foley, 9 de diciembre de 1970, Gloucester;[1] muerto el 3 de enero de 2002 por una sobredosis de droga. Los restantes miembros de EMF tocaron sólo en cuatro conciertos más a finales de 2002, antes de decidir separarse, hasta reformar otra vez la banda en el año 2007.
- Milf (DJ, samples), nacido en Gloucester, ahora vive en el Bosque de Dean.

## Discografía

### Álbumes de estudio
| Año  | Álbum        | UK Chart | US Charts |
| ---- | ------------ | -------- | --------- |
| 1991 | Schubert Dip | 3        | 12        |
| 1992 | Stigma       | 19       | -         |
| 1995 | Cha Cha Cha  | 30       | -         |

### Compilaciones
| Año  | Álbumes                            | UK Chart | US Charts |
| ---- | ---------------------------------- | -------- | --------- |
| 2001 | Epsom Mad Funkers: The Best Of EMF | -        | -         |

### Sencillos
| Año  | Sencillo           | UK Singles Chart | US Hot 100 | US Modern Rock | US Dance | Álbum          |
| ---- | ------------------ | ---------------- | ---------- | -------------- | -------- | -------------- |
| 1990 | "Unbelievable"     | 3                | 1          | 3              | 9        | Schubert Dip   |
| 1991 | "I Believe"        | 6                | -          | 10             | -        | Schubert Dip   |
| 1991 | "Children"         | 19               | -          | 26             | -        | Schubert Dip   |
| 1991 | "Lies"             | 28               | 18         | 27             | 6        | Schubert Dip   |
| 1992 | Unexplained EP     | 18               | -          | -              | -        | Unexplained EP |
| 1992 | "They're Here"     | 29               | -          | 27             | 5        | Stigma         |
| 1992 | "It's You"         | 23               | -          | -              | -        | Stigma         |
| 1995 | "Perfect Day"      | 27               | -          | -              | -        | Cha Cha Cha    |
| 1995 | "Bleeding You Dry" | -                | -          | -              | -        | Cha Cha Cha    |
| 1995 | "I'm a Believer"   | 3                | -          | -              | -        | Non-LP track   |
| 1995 | "Afro King"        | 51               | -          | -              | -        | Non-LP track   |